# Конрад I (граф Люксембургу)
Конрад I (нім. Konrad I.; бл. 1040 — 8 серпня 1086) — 5-й граф Люксембургу в 1059—1086 роках.

## Життєпис
Походив з династії Арденн-Люксембург (Старший Люксембурзький дім). Старший син Гізельберта, графа Люксембурзького. Народився близько 1040 року. Після смерті батька 1059 року успадкував основні володіння з резиденцією в Люксембурзі, а графство Зальм передав братові Герману.
Невдовзі вступив у суперечку з Ебергардом Еццоненом, архієпископом Тріра, через фогство монастиря Св. Максиміна. Архієпископ бажав підпорядкування останнього собі. У відповідь Конрад I напав на Ебергарда, якого захопив у полон. Натомість папа римський Миколай II відлучив графа Люксембургу від церкви. Лише після звільнення архієпископа та обіцянки вирушити на допомогу християнським державам Палестини з нього було знято відлучення.
У 1070 році заснував монастир Орваль. Протягом 1070-х років на відміну від брата зберігав вірність королю Генріху IV. Переважно піклувався про розширення власних володінь. Одружився з представницею Аквітанських Рамнульфідів.
1080 року не надав допомоги брату Герману, коли того було оголошено королем Німеччини. 1083 року заснував бенедиктинське абатство Альтмюнстер, якому подарував п'ять молочних ферм, права риболовлі на річках Петрус та Альзет. 1085 року вирушив на прощу до Єрусалиму. 1086 року на зворотному шляху помер в Італії. Його тіло 1090 року було привезено до Люксембургу й поховано в монастирі Альтмюнстер. Новим графом став його син Генріх.

## Родина
Дружина — Клеменція, донька Вільгельма VII, герцога Аквітанії.
Діти:
- Матильда (д/н—1070), дружина Готфріда III, граф Блізгау
- Генріх (д/н—1096), граф Люксембургу
- Рудольф (д/н—1099), абат монастиря Сен-Ван в Вердені
- Конрад (д/н — після 1090)
- Адальберон (д/н—1098), архідиякон в Мецькому соборі
- Ермезінда (д/н—1143), графиня Люксембургу
- Вільгельм (д/н—1131), граф Люксембургу